# Crithagra mozambica
El serín frentiamarillo o canario de Mozambique (Crithagra mozambica) es una pequeña especie de ave paseriforme de la familia Fringillidae propia del África subsahariana.

## Descripción
Esta ave vive en el continente africano, al sur del desierto del Sahara. Su hábitat son los campos abiertos y las zonas de cultivo. Anida en árboles, depositando entre 3 y 4 huevos por vez, en un nido con forma de cuenco compacta.
El serín frentiamarillo mide entre 11 y 13 cm de largo.
El macho adulto tiene la espalda de color verde, y la cola y las alas de color marrón; sus ancas son amarillas, al igual que la cabeza, la cual también tiene una especie de corona gris y líneas negras alrededor de la cara. La hembra es similar, pero presenta un patrón de colores más débil en la cabeza y ancas más pálidas. Los pichones son más grises que las hembras, en especial en la cabeza.
Esta especie se alimenta principalmente de semillas y es un ave gregaria. Su canto suena como un zee-zeree-chereeo.